# Lycosa grahami
Lycosa grahami este o specie de păianjeni din genul Lycosa, familia Lycosidae, descrisă de Fox, 1935. Conform Catalogue of Life specia Lycosa grahami nu are subspecii cunoscute.